# Krottendorf-Gaisfeld
Krottendorf-Gaisfeld est une commune autrichienne du district de Voitsberg en Styrie.